# Élections régionales camerounaises de 2020
Les élections régionales camerounaises de 2020 ont lieu le 6 décembre 2020 afin d'élire au suffrage indirect les conseillers régionaux du Cameroun.
Elles sont remportées sans surprise par le Rassemblement démocratique du peuple camerounais au pouvoir au niveau national.

## Contexte
Il s'agit des toutes premières élections régionales du pays, près de 25 ans après l'entrée en vigueur de la Constitution du Cameroun, qui prévoit leur mise en place.
Quatorze partis politiques participent au scrutin. Le Rassemblement démocratique du peuple camerounais au pouvoir ayant largement remporté les municipales de février, sa victoire aux régionales est cependant jugée certaine, une situation amplifiée par le boycott des deux principales formations de l'opposition, le Front social démocrate et le Mouvement pour la renaissance du Cameroun.

## Système électoral
Les 900 conseillers régionaux camerounais sont élus pour cinq ans à raison de 90 conseillers pour chacune des dix régions du Cameroun. Dans chaque région, 70 conseillers sont élus par un collège électoral composés de délégués élus par les conseillers municipaux de chaque départements, et 20 conseillers élus par les chefs traditionnels en leur sein,. 
Chaque département forme le plus souvent une circonscription électorale, mais peut être divisé en plusieurs en fonction de sa population. Les conseillers élus par les conseillers municipaux le sont au scrutin majoritaire plurinominal à un tour avec liste fermées et prime majoritaire. La liste qui obtient la majorité absolue des suffrages exprimés dans la circonscription remporte la totalité des sièges à pourvoir. Si aucune liste n'obtient cette majorité, la liste arrivée en tête obtient la moitié des sièges, arrondi à l'entier supérieur, et l'autre moitié est répartie entre toutes les listes — y compris celle arrivée en tête — à la proportionnelle selon la méthode du plus fort reste. Si le département ne compte qu'un seul siège à pourvoir, l'élection prend la forme d'un scrutin uninominal majoritaire à un tour. En cas d'égalité parfaite des voix entre deux listes, celle ayant la moyenne d'âge la plus élevée l'emporte.
Les représentants des chefs traditionnels sont élus au scrutin majoritaire plurinominal à un tour avec liste fermées par les chefs traditionnels de 1er, 2eet 3e degrés. S'ils sont également conseillers municipaux, les chefs traditionnels ne peuvent voter que dans un seul des deux collèges électoraux. La liste de candidats arrivée en tête remporte tous les sièges. Les circonscriptions peuvent également n'avoir qu'un seul siège à pourvoir, auquel cas l'élection prend aussi la forme d'un scrutin uninominal majoritaire à un tour.

## Résultats
|                          | Rassemblement démocratique du peuple camerounais (RDPC) |                     |                     | 540 |  |  |
|                          | Union nationale pour la démocratie et le progrès (UNDP) |                     |                     | 141 |  |  |
|                          | Union démocratique du Cameroun (UDC)                    |                     |                     | 17  |  |  |
|                          | Front pour le salut national du Cameroun (FSNC)         |                     |                     | 2   |  |  |
|                          | Autres partis (11)                                      |                     |                     | 0   |  |  |
|                          | Chefs traditionnels                                     | Chefs traditionnels | Chefs traditionnels | 200 |  |  |
|                          |                                                         |                     |                     |     |  |  |
| Votes valides            |                                                         |                     |                     |     |  |  |
| Votes blancs et nuls     |                                                         |                     |                     |     |  |  |
| Total                    | Total                                                   |                     | 100                 | 900 |  |  |
| Abstentions              |                                                         |                     |                     |     |  |  |
| Inscrits / participation |                                                         |                     |                     |     |  |  |

## Analyse
Comme attendu, le Rassemblement démocratique du peuple camerounais (RDPC) sort grand gagnant du scrutin, le parti présidentiel remportant une écrasante majorité des sièges dans neuf conseils régionaux sur dix. Seul celui de la région de l'Adamaoua lui échappe, remporté par l'Union nationale pour la démocratie et le progrès (UNDP), un parti membre de la majorité présidentielle.
La victoire du RDPC s'avère particulièrement marquée dans le Nyong-et-Kelle, fief du Parti camerounais pour la réconciliation nationale (PCRN), qui y détient la majorité absolue des conseillers municipaux mais perd pourtant le scrutin, une partie de ceux ci ayant voté pour les candidats du RDPC. Leur décision surprise entraine aussitôt des sanctions internes de la part du dirigeant du parti, Cabral Libii,.
Le mandat des conseillers régionaux débute le 22 décembre lors des premières sessions des conseils, au cours desquelles sont élus les présidents de conseil régional.